# Fermín de Mende
Fermín de Mende o San Fermín de Mende o de Gabales, Firminus en latín, fue un santo de la Iglesia Católica, obispo de Mende o Gabales.
Esta persona podría ser el mismo que San Fermín de Amiens, cuya fiesta se celebra el 7 de julio. Se podría tratar, por tanto, de un santo legendario, producto de una duplicidad hagiográfica.

## Biografía
La lista episcopal de Mende presenta incertidumbres. Fermín (Firminus) podría haber sido el cuarto obispo de Mende, incluso el tercero.
Siguiendo el modelo de Frézal du Gévaudan, Fermín podría haberse instalado en Banassac y podría haber sido uno de los sucesores de Privado de Mende en la sede episcopal.
Habría muerto el año 402.
Parece ser que sus reliquias están enterradas en la iglesia de Banassac, en la que se encontró su tumba en 1956.
Se le conmemora el 14 de enero en el martirologio romano.